# مورت وموزيل (إقليم فرنسي)

موقع اقليم مورت وموزيل

مورت وموزيل (بالفرنسية:Meurthe-et-Moselle) هو إقليم فرنسي، يقع في منطقة لورين في فرنسا، سمي باسم مورت وموزيل نسبة لنهر مورت ونهر موزيل.

## تاريخ الإقليم
أنشأ إقليم مورت وموزيل عام 1871 مع نهاية الحرب الفرنسية البروسية من أجزاء من مناطق مورت وموزيل السابقة التي لا تزال الأراضي الفرنسية.

## جغرافية الإقليم
إقليم مورت وموزيل هو جزء من منطقة اللورين ويحيط بها الأقاليم التالية: موز (بالفرنسية: Meuse)، فوج (بالفرنسية: Vosges)، رين الأسفل (بالفرنسية:Bas-Rhin)، وموزيل (بالفرنسية: Moselle)، وحدود كل من لوكسمبورغ وبلجيكا.
يمتد إقليم مورت وموزيل من الشمال إلى الجنوب بطول 130 كيلومترا، وبين 7 و 103 كيلومترا من الغرب إلى الشرق.
الأنهار هامة في إقليم مورت وموزيل هي :
- مورت.
- موزيل.
- شيرز.
- فيزوز.

## الاقتصاد
كان اقتصاد إقليم مورت وموزيل يعتمد اعتمادًا كبيرا على التعدين حتى عام 1960، والآن هناك الحديد والملح، ومواقع استخراج الجير.
لدى المناطق الحضرية حول نانسي اقتصاد ديناميكي جدا ويعتمد إلى حد كبير على الخدمات، والبحوث، والتعليم العالي.

## السكان في الإقليم
يطلق على سكان إقليم مورت وموزيل اسم موزلانيون (بالفرنسية:Mosellans).

## معرض صور

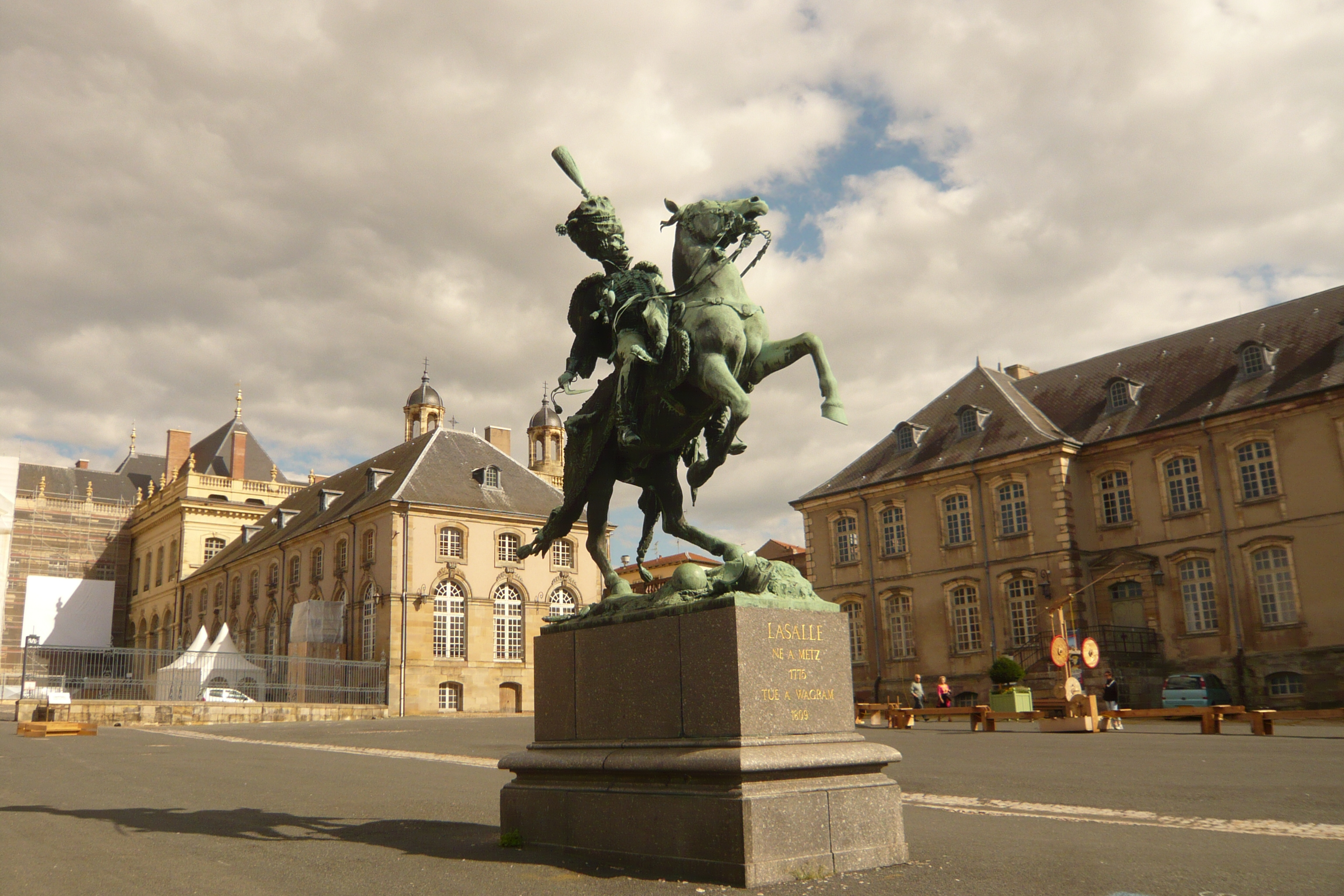
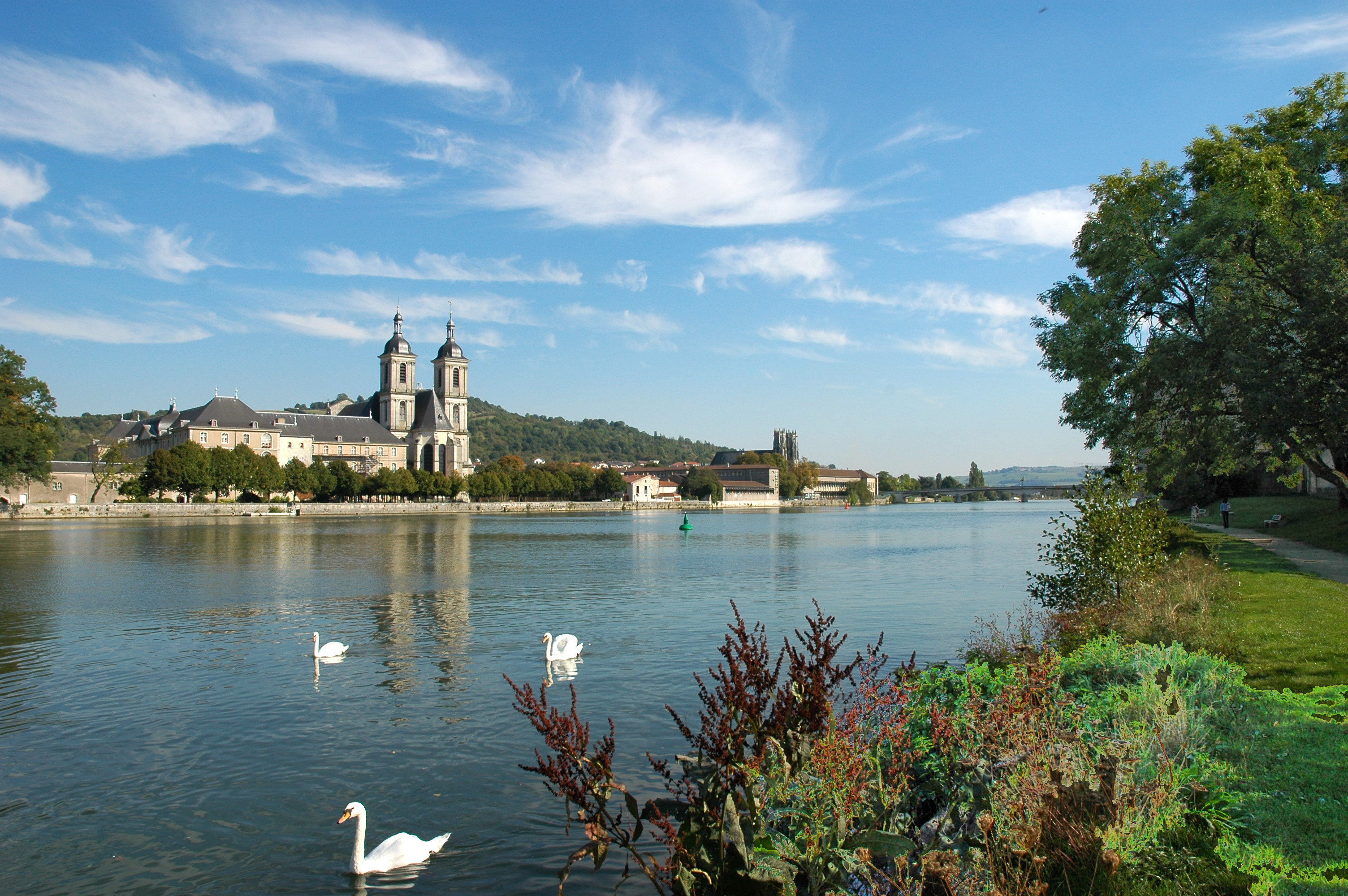
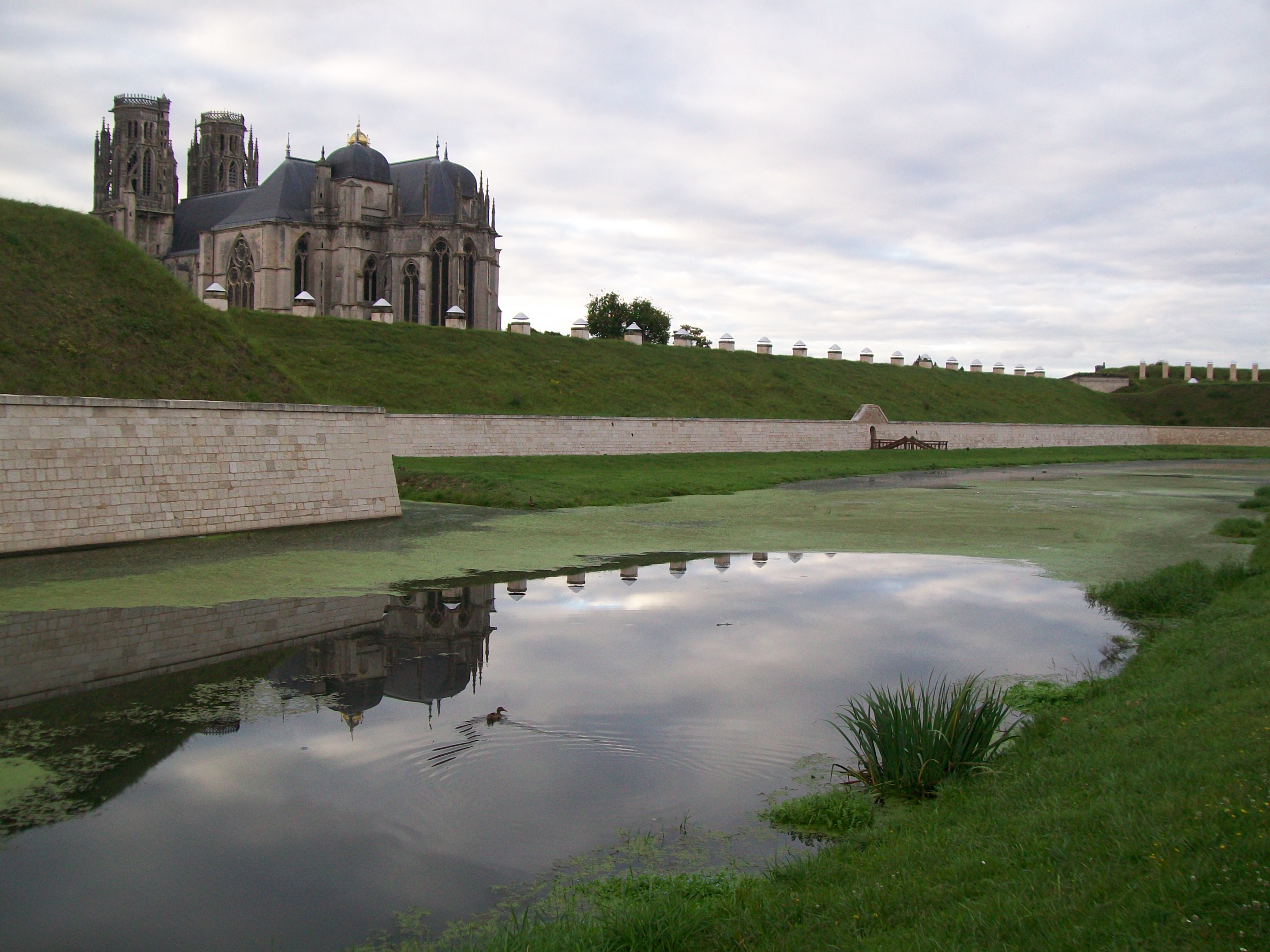
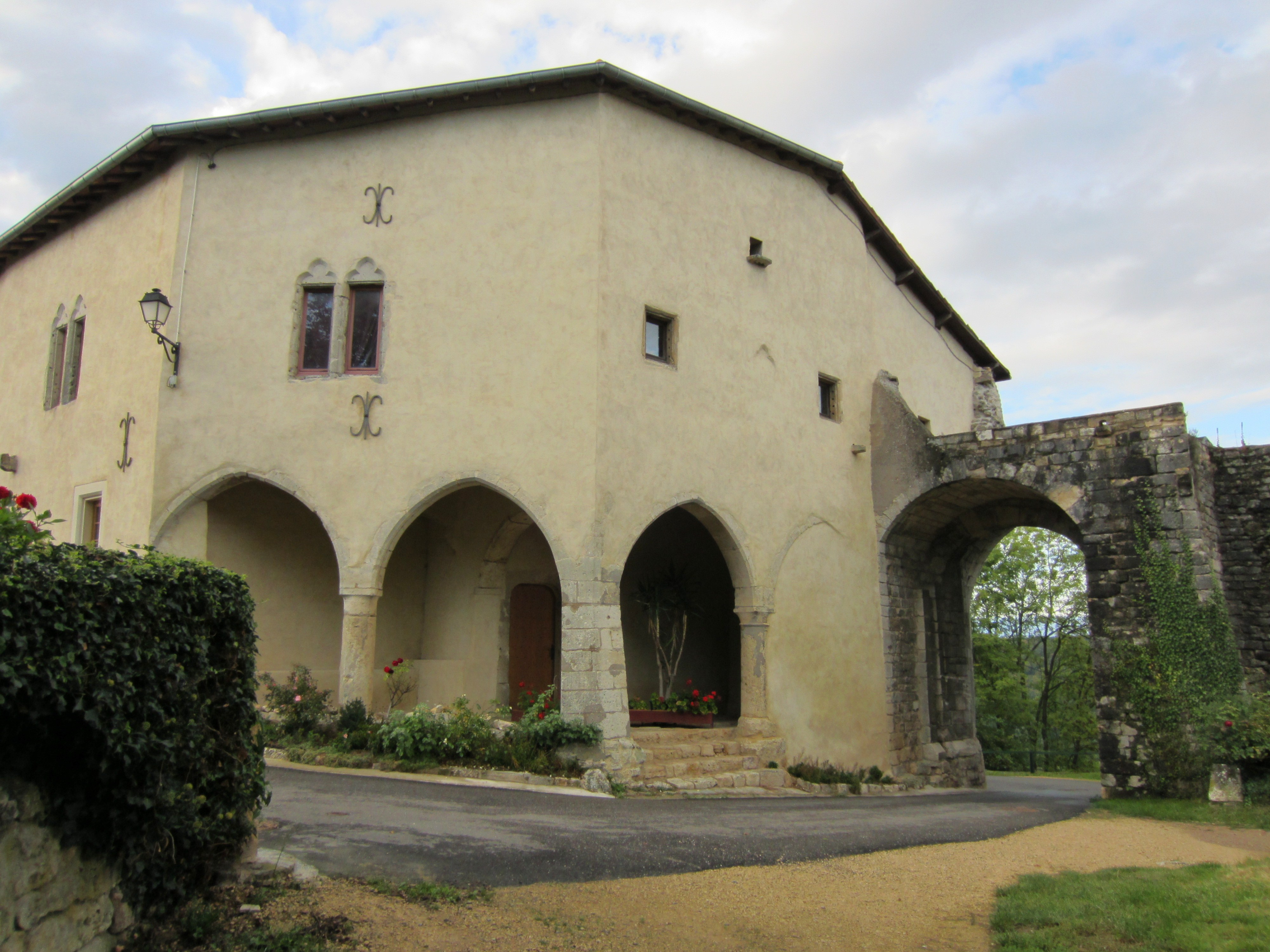

## أعلام
- لويس مارين